# Henodus chelyops
L'enodo (Henodus chelyops) è un rettile acquatico estinto, appartenente ai placodonti. Visse all'inizio del Triassico superiore (Carnico, circa 225 milioni di anni fa). I suoi resti fossili sono stati ritrovati in Germania. Possedeva un aspetto incredibilmente simile a quello delle tartarughe.

## Descrizione
Tra tutti i placodonti, questo animale era quello che più assomigliava a una tartaruga. La somiglianza era data principalmente dalla presenza di un guscio formato da un piastrone che copriva la parte inferiore del corpo e da un carapace che proteggeva quella superiore. Lungo circa un metro, Henodus aveva un aspetto appiattito e allargato (il carapace si estendeva ben oltre la larghezza del corpo e delle zampe). Lo scudo dorsale era composto da numerose piastre ossee (osteodermi) ricoperte da cornea, molto più numerose rispetto a quelle presenti nelle vere tartarughe.  Le zampe erano anch'esse appiattite, con le dita probabilmente palmate ed adattate al nuoto.
Un'altra caratteristica notevole di Henodus era data dalla struttura del cranio. Questo era di forma squadrata, molto largo e piatto. La regione preorbitale (il muso) era estremamente corta: le orbite e le narici erano posizionati vicino all'estremità anteriore del cranio. Le narici e le orbite erano direzionate in avanti. Erano presenti alcuni scudi di forma più o meno triangolare lungo il margine posteriore del cranio, ed erano invece assenti le finestre sopratemporali tipiche di ogni altro placodonte.
La dentatura era fortemente ridotta: era presente un solo paio di piccoli denti situati in fondo alle ossa palatali e un altro paio sulla mandibola. Quest'ultima era notevolmente alta e pesante, ma dotata di un processo coronoide molto ridotto, che fa supporre la mancanza di potenti muscoli adatti a mordere e schiacciare; al contrario, i muscoli dovevano permettere un'apertura veloce della bocca. Le ossa dello ioide particolarmente sviluppate indicano che Henodus possedeva una larga gola distendibile. Le ossa della mascella possedevano solchi longitudinali, all'interno dei quali sembrano essere stati presenti elementi simili ai fanoni delle balene. La premascella, invece, possedeva una sorta di superficie tagliente che si proiettava verso il basso e una fila di strutture simili a minuscoli denti. 

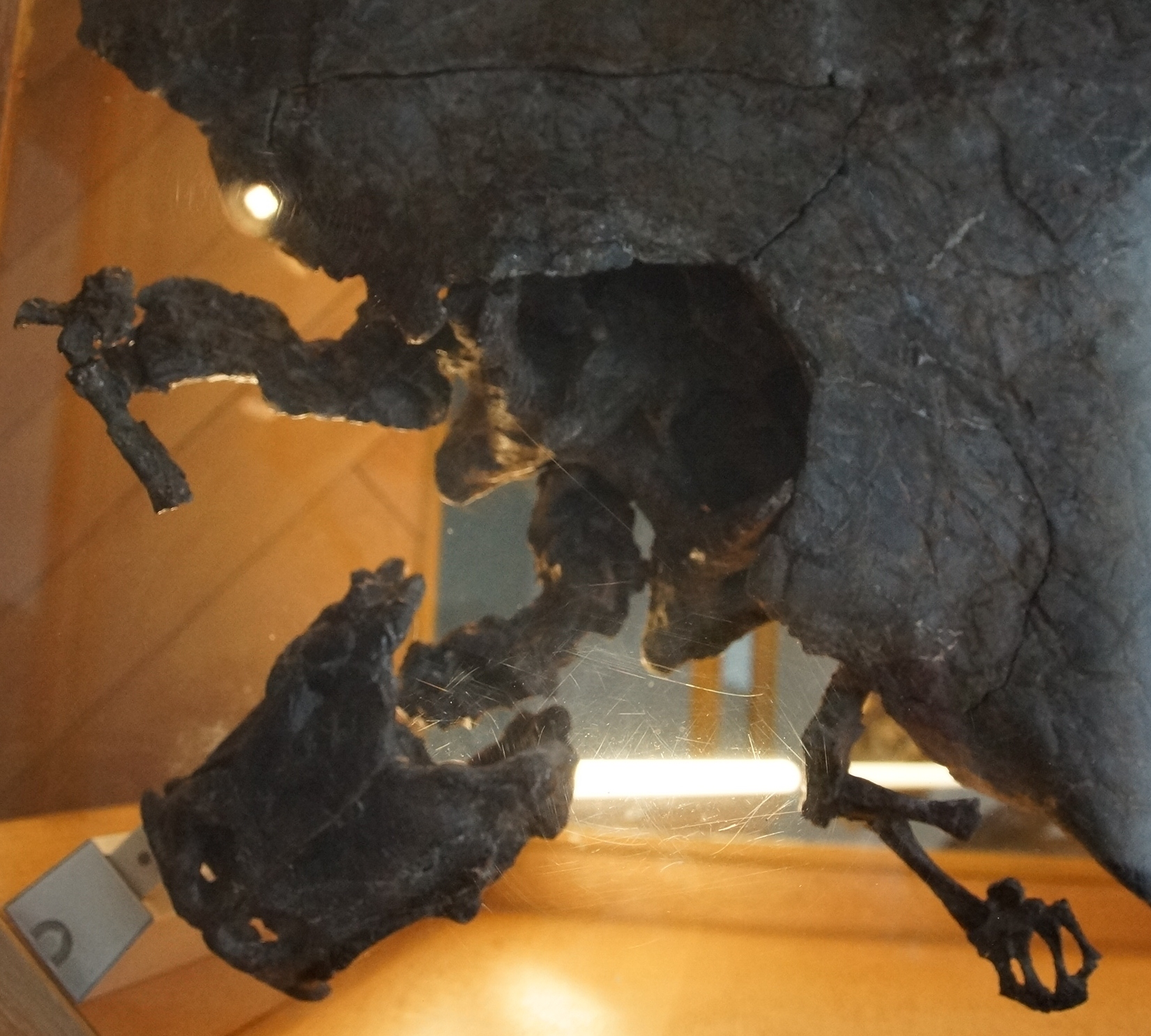
Particolare del cranio di Henodus chelyops

## Classificazione
Questo animale è stato descritto per la prima volta nel 1936 da Friedrich von Huene; lo studioso attribuì i fossili ai placodonti, un gruppo di rettili triassici dotati di corpi simili a quelli delle tartarughe e di denti bulbosi. Successivi studi (Rieppel, 2000) hanno indicato che Henodus era un rappresentante atipico dei ciamodontoidi, un particolare gruppo di placodonti pesantemente corazzati. I fossili di questo animale sono stati ritrovati unicamente nei depositi del Gipskeuper di Tubinga-Lustnau, nella Germania meridionale.

## Paleoecologia
I depositi di Gipskeuper, in cui sono stati ritrovati i resti di Henodus, sembrerebbero rappresentare una laguna semichiusa, dall'acqua stagnante. Henodus potrebbe essere quindi l'unico placodonte non marino. 

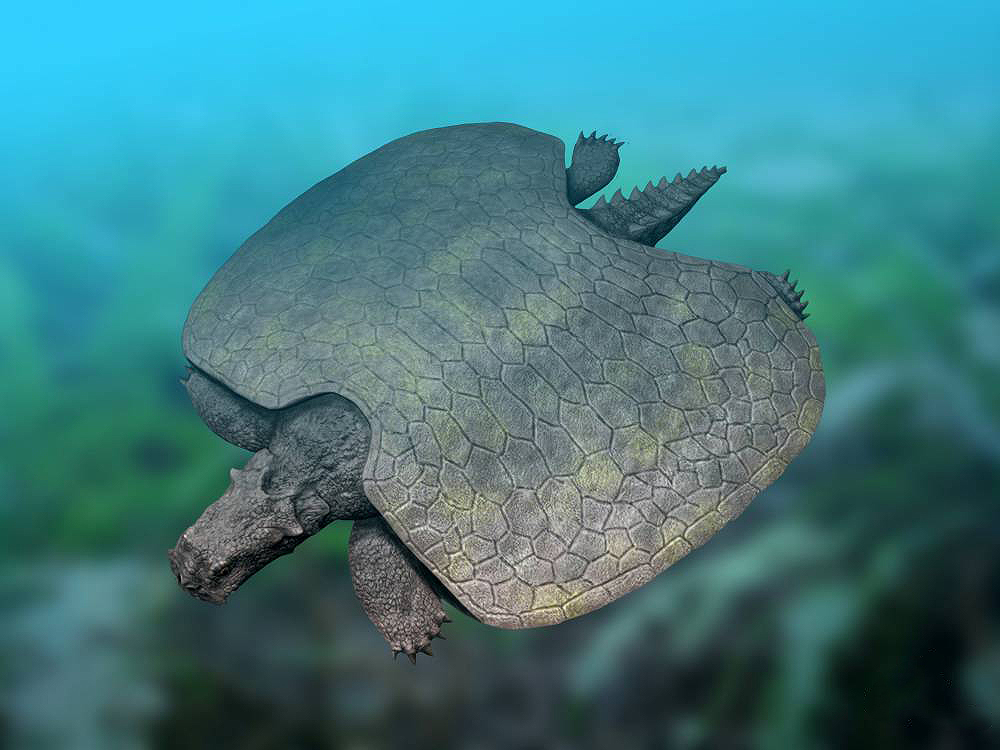
Ricostruzione di Henodus

Lo stile di vita di questo animale è sempre stato controverso. Solitamente Henodus è stato considerato un animale che viveva nei pressi del fondale, dove smuoveva il fango grazie al muso squadrato per dissotterrare crostacei di cui si cibava. Studi più recenti, a partire dagli anni '90, hanno messo in luce la peculiare anatomia delle mascelle e del cranio. I presunti fanoni, la gola larga e le premascelle “taglienti” fanno supporre che questo animale fosse un organismo filtratore; Henodus potrebbe aver utilizzato la depressione della pesante mandibola e l'espansione della gola per aspirare particelle di cibo, inghiottendo invertebrati e filtrando gli animali sepolti nel fango al di fuori del substrato (Naish, 2004). La flangia ossea tagliente potrebbe essere stata utilizzata come “raschiatoio”, per cibarsi delle alghe aderenti alle rocce, tagliandole poi in piccoli pezzi. 
Probabilmente Henodus non poteva ritirare la testa e gli arti all'interno della corazza ossea, come fanno le attuali tartarughe quando vengono attaccate. In ogni caso, l'ecologia di questo animale era insolita nel quadro dei rettili acquatici del Triassico.